# Friedrich Salomon Vögelin
Friedrich Salomon Vögelin (Zurigo, 26 luglio 1837 – Zurigo, 17 ottobre 1888) è stato un teologo e politico svizzero.

## Biografia
Friedrich Salomon Vögelin proveniva da una famiglia di teologi. Dopo aver lasciato la scuola a Zurigo, studiò teologia presso l'Università di Basilea sotto lo storico della cultura e dell'arte Jacob Burckhardt. Dopo gli studi d'arte storica a Heidelberg e Berlino, trovò lavoro come sacerdote a Uster, ma lo lasciò a causa delle sue tendenze teologiche riformiste. 
Fu nominato docente di storia a Küsnacht nel 1870, e fu nominato a insegnare insieme a Johann Rudolf Rahn alla facolta di Storia dell'Arte presso l'Università di Zurigo. Era tendente al movimento democratico radicale, molto frequentato e diffuso a Uster al tempo. Dopo le elezioni parlamentari nel 1875 fu membro del Consiglio nazionale fino al 1888.
Su sua iniziativa, fondò il Museo nazionale di Zurigo. Inoltre scrisse una serie di saggi storico-artistici

## Opere
- Die Wandgemälde im bischöflichen Palast zu Chur mit den Darstellungen der Holbeinischen Todesbilder : eine kunstgeschichtliche Untersuchung. Orell, Füssli & Comp., Zürich 1878 (Digitalisierte Ausgabe der Universitäts- und Landesbibliothek Düsseldorf)

- Alexander Isler: Prof. Dr. Salomon Vögelin. Lebensbild eines Schweizerischen Volksmannes, Winterthur: Geschwister Ziegler, 1892.
- (DE) Gerold Meyer von Knonau, Vögelin, Salomon – Anton Salomon – Friedrich Salomon, in Allgemeine Deutsche Biographie, vol. 40, Lipsia, Duncker & Humblot, 1896,  p. 143–154.
- Walter Betulius: Friedrich Salomon Vögelin 1837-1888. Sein Beitrag zum schweizerischen Geistesleben in der zweiten Hälfte des 19. Jahrhunderts, Winterthur: P. G. Keller, 1956.
- Vögelin, Friedrich Salomon. In: Wilhelm Kosch: Biographisches Staatshandbuch. Lexikon der Politik, Presse und Publizistik. Fortgeführt von Eugen Kuri. Zweiter Band. A. Francke Verlag, Bern und München 1963, S.  1165.